# Chad en los Juegos Olímpicos de la Juventud 2018
Chad participó en los Juegos Olímpicos de la Juventud 2018 en Buenos Aires, Argentina, celebrados entre el 6 y el 18 de octubre de 2018. Su delegación estuvo conformada por dos atletas en dos disciplinas. No obtuvo medallas en las justas.

## Medallero
| Presea        | Medalla de oro | Medalla de plata | Medalla de bronce | Total |
| ------------- | -------------- | ---------------- | ----------------- | ----- |
| TOTAL OFICIAL | 0              | 0                | 0                 | 0     |

## Disciplinas

### Judo
Chad clasificó a una atleta en esta disciplina.
Femenino
| Atleta             | Evento     | Ronda de 16        | Cuartos de final   | Semifinales        | Repechaje          | Final / BM         | Final / BM |
| Atleta             | Evento     | Oponente Resultado | Oponente Resultado | Oponente Resultado | Oponente Resultado | Oponente Resultado | Puesto     |
| ------------------ | ---------- | ------------------ | ------------------ | ------------------ | ------------------ | ------------------ | ---------- |
| Fatime Barka Segue | Hasta 52Kg | Rzal (MAR) P 0s2–1 | No avanzó          | No avanzó          | Colon (PUR) P 0–10 | No avanzó          | No avanzó  |

### Taekwondo
Chad clasificó a un atleta en esta disciplina.
Masculino
| Atleta          | Evento     | Ronda de 16           | Cuartos de final   | Semifinal          | Final              | Final     |
| Atleta          | Evento     | Oponente Resultado    | Oponente Resultado | Oponente Resultado | Oponente Resultado | Puesto    |
| --------------- | ---------- | --------------------- | ------------------ | ------------------ | ------------------ | --------- |
| Casimir Djinodi | Hasta 63Kg | Thepsen (THA) P 20-25 | No avanzó          | No avanzó          | No avanzó          | No avanzó |